# Siêu cúp bóng đá Việt Nam 2007
Trận Siêu Cúp bóng đá Quốc gia – IZZI Cup 2007 là trận chung kết lần thứ 9 trong lịch sử của Siêu cúp bóng đá Việt Nam do Liên đoàn bóng đá Việt Nam phối hợp với Báo Tiền Phong đồng tổ chức. Trận đấu diễn ra lúc 16h00 ngày 28 tháng 12 năm 2007 giữa hai đội bóng Becamex Bình Dương (Là nhà vô địch Giải bóng đá vô địch quốc gia 2007) và Đạm Phú Mỹ Nam Định (Là nhà vô địch Giải bóng đá Cúp Quốc gia 2007 trên Sân vận động Gò Đậu Thị xã Thủ Dầu Một thuộc tỉnh Bình Dương. Kết quả chung cuộc, Becamex Bình Dương đánh bại Đạm Phú Mỹ Nam Định với tỷ số 3-1 một cách đầy thuyết phục, qua đó lên ngôi vô địch lần đầu tiên. Cầu thủ Huỳnh Kesley Alves của Becamex Bình Dương thi đấu xuất sắc khi nhận cú đúp danh hiệu với tư cách là cầu thủ xuất sắc nhất trận đấu và cầu thủ ghi bàn thắng đầu tiên với tổng giá trị giải thưởng 6 triệu đồng .

## Thông tin trước trận đấu
Bối cảnh
Đương Kim Vô Địch V-League Becamex Bình Dương có lợi thế lớn từ sự cố vũ của khán giả nhà, lại đang rất hưng phấn và tự tin sau khi vượt qua kỳ phùng địch thủ ĐT.Long An để đăng quang tại giải đấu Tứ Hùng Cúp Liên Đoàn Bóng Đá Thành phố Hồ Chí Minh vừa qua. Trong đội hình của Becamex Bình Dương, ngoài những cái tên quen thuộc từng giúp họ làm mưa làm gió tại mùa giải qua như Trường Giang, Như Thành, Vũ Phong, Anh Đức và bộ 3 ngoại binh xuất sắc là Philani, Kesley Alves, De Lima, đội bóng miền Đông Nam Bộ còn tăng cường thêm một số tân binh như thủ môn Minh Quang, Vũ Thành Thông, Thanh Tuấn, trong đó Minh Quang và Thành Thông là những cầu thủ có kinh nghiệm thi đấu siêu cúp trong màu áo Bình Định và Công An Thành phố Hồ Chí Minh trước đây .
Trong khi đó, ở bất kỳ sân chơi nào Đạm Phú Mỹ Nam Định cũng thể hiện là một đội bóng có bản lĩnh và để vượt qua họ là một điều hoàn toàn không hề đơn giản. Đặc biệt hơn, dường như đội bóng Thành Nam đang nhắm đến Siêu Cúp như một cuộc duyệt binh cuối cùng trước khi bước vào đấu trường khắc nghiệt V-League mùa giải mới khi đăng ký tới 30 cầu thủ - số lượng cầu thủ tối đa được phép đăng ký tại trận siêu cúp theo quy định của điều lệ. Trong đó, ngoài bộ khung chính đã định hình lối chơi khá ổn định của Đạm Phú Mỹ Nam Định trong thời gian qua, người ta còn thấy sự hiện diện của nhiều gương mặt trẻ xuất sắc như Danh Ngọc, Nhật Nam, Việt Dũng, Viết Huy... và đặc biệt là 3 ngoại binh mới về đầu quân là Samuel Abutu, Philip Oroko và Kone Moussa Saib. Lực lượng hùng hậu lại giàu sức cạnh tranh, chắc chắn đội quân của Huấn luyện viên Nguyễn Ngọc Hảo sẽ mang lại những phút giây bùng nổ trên sân Bình Dương, đúng như lời khẳng định của Phó giám đốc Sở Thể dục Thể thao Nam Định Nguyễn Hưng Thái trong buổi họp báo giới thiệu Siêu Cúp Quốc gia - Izzi Cup 2007, diễn ra sáng nay tại trụ sở báo Tiền Phong: Chúng tôi không chịu sức ép gì cả, vào trận là sẽ thi đấu hết mình để đáp ứng sự kỳ vọng của khán giả nhà .
Điều lệ của trận đấu
Theo điều lệ, trận Siêu Cúp bóng đá Quốc gia lần thứ 9 – IZZI Cup 2007 được tổ chức vào 15h30 ngày 28/12/2007 trên sân Gò Đậu. Hai đội thi đấu theo thể thức hòa trong 90 phút sẽ đá luân lưu 11m để xác định đội đoạt Siêu Cúp. Cơ cấu giải thưởng:
- Đội thắng: Cúp, bảng danh vị, huy chương và tiền thưởng 150 triệu đồng
- Đội thua: Bảng danh vị, huy chương và tiền thưởng 70 triệu đồng
- Cầu thủ ghi bàn thắng đầu tiên của trận đấu: 3 triệu đồng
- Cầu thủ xuất sắc nhất trận đấu: 3 triệu đồng [3].

## Chi tiết trân đấu
| Becamex Bình Dương                     | 3 – 1    | Đạm Phú Mỹ Nam Định |
| -------------------------------------- | -------- | ------------------- |
| Huỳnh Kesley Alves 8' 81' · Marcio 19' | Chi tiết | Darlington 62'      |

| BECAMEX BÌNH DƯƠNG: |    |                        |
|                     |    |                        |
| GK                  | 1  | Bùi Tấn Trường         |
| DF                  | 4  | Trần Chí Công          |
| DF                  | 2  | Huỳnh Quang Thanh      |
| MF                  | 3  | Vũ Như Thành           |
| MF                  | 5  | Trần Trường Giang      |
| MF                  | 17 | Nguyễn Vũ Phong        |
| FW                  | 10 | De Lima                |
| FW                  | 19 | Philani                |
| FW                  | 9  | Huỳnh Kesley Alves (c) |
| Cầu thủ dự bị:      |    |                        |
| Huấn luyện viên:    |    |                        |
| Francisco Vital     |    |                        |

| ĐẠM PHÚ MỸ NAM ĐỊNH: |  |
|                      |  |
| Cầu thủ dự bị:       |  |
| Huấn luyện viên:     |  |
| Nguyễn Ngọc Hảo      |  |

| THÔNG TIN TRẬN ĐẤU ĐIỀU HÀNH TRẬN ĐẤU - Giám sát trận đấu: - Giám sát trọng tài: - Trợ lý trọng tài 1: - Trợ lý trọng tài 2: - Trọng tài thứ tư: | QUY ĐỊNH TRẬN ĐẤU - Thời gian thi đấu 90 Phút (Mỗi hiệp 45 phút, nghĩ giữa hiệp 15 phút). - Đá luân lưu nếu tỷ số hòa. - 9 cầu thủ dự bị. - Tối đa thay người 3 cầu thủ. |

| Siêu cúp bóng đá Việt Nam năm 2007 Nhà vô địch |
| ---------------------------------------------- |
| Becamex Bình Dương Vô địch lần thứ nhất        |